# M'become
M'become este o comună din regiunea Regiunea , Coasta de Fildeș.